# William Aberhart
William Aberhart (Kippen, Ontario, 30 de diciembre de 1878 - Vancouver, Columbia Británica, 23 de mayo de 1943) también conocido como Bible Bill por sus francas opiniones bautistas, fue un político canadiense y el séptimo primer ministro de Alberta entre 1935 y 1943. También fue el primer presidente del Partido del Crédito Social del país (Alberta, 1935–1943).
Aberhart fue director de una escuela secundaria en Calgary, Alberta, desde 1915 hasta 1935. Fue un activo predicador, fundando el Calgary Prophetic Bible Institute en 1918.
En 1932 usó su retórica evangélica para fomentar teorías de reforma monetaria para solucionar los problemas económicos creados en Alberta por la Gran Depresión, proponiendo conceder beneficios a cada persona (crédito social), basado en la real abundancia de la provincia.
Cuando su partido ganó la mayoría en las elecciones provinciales de 1935, fue nombrado presidente y ministro de Educación, pero sus propuestas de crédito social fueron rechazadas por el gobierno federal.